# 1032 (numero)
Milletrentadue (1032) è il numero naturale dopo il 1031 e prima del 1033.

## Proprietà matematiche
- È un numero pari.
- È un numero composto da 16 divisori: 1, 2, 3, 4, 6, 8, 12, 24, 43, 86, 129, 172, 258, 344, 516, 1032. Poiché la somma dei suoi divisori (escluso il numero stesso) è 1617 > 1032, è un numero abbondante.
- È un numero semiperfetto in quanto pari alla somma di alcuni (o tutti) i suoi divisori.
- È un numero di Harshad nel sistema numerico decimale.
- È un numero di Ulam.
- È un numero pratico.
- È un numero malvagio.
- È un numero palindromo nel sistema di numerazione posizionale a base 7 (3003).
- È parte delle terne pitagoriche (301, 1032, 1075), (430, 1032, 1118), (774, 1032, 1290), (1032, 1376, 1720), (1032, 1705, 1993), (1032, 1935, 2193), (1032, 3010, 3182), (1032, 3626, 3770), (1032, 5499, 5595), (1032, 6149, 6235), (1032, 7360, 7432), (1032, 11070, 11118), (1032, 14774, 14810), (1032, 16625, 16657), (1032, 22176, 22200), (1032, 29575, 29593), (1032, 33274, 33290), (1032, 44370, 44382), (1032, 66560, 66568), (1032, 88749, 88755), (1032, 133126, 133130), (1032, 266255, 266257).

## Astronomia
- 1032 Pafuri è un asteroide della fascia principale del sistema solare.
- NGC 1032 è una galassia spirale.

## Astronautica
- Cosmos 1032 è un satellite artificiale russo.